# Simpor och Grodfötter
Simpor och Grodfötter var ett barnprogram som sändes i SVT 1994–1995 och repriserades 1998–1999. I programmet visades reportage, novellfilmer, musik och inte minst familjen Snörping (amfibiska människoliknande varelser) och hur de försökte leva i människornas samhälle. Teman som kärlek, hjältar, syskon, kompisar och drömmar togs upp.

## Medverkande
- Niklas Hald – Smorr
- Nils Moritz – Far
- Mona Malm – Mor
- Åke Lundqvist – Morfar
- Jenny Fogelqvist – Snurpa
- Pethra Larsson- Julia

```
•Ulrika Mannerfelt - Snaffs
```